# ネコぱら
『ネコぱら』（英語: NEKOPARA）は、さよりが代表を務めるNEKO WORKs制作の美少女アドベンチャーゲームである。
擬人化された猫がヒロインのハートフルコメディ。E-moteシステムを採用しており、キャラクターがアニメーションのように動くのが特徴。日本語、英語、中国語の3ヶ国語に対応している。2014年12月30日からSteamで配信されている。2016年12月29日にアニメ化プロジェクトが開始され、クラウドファンディングで資金を募った所42分で目標額10万ドルに到達した。
シリーズ累計の売上本数は2017年10月時点で170万本以上で、売上の9割は日本国外（主に北米と中国）からの購入であると発表されている。2021年11月29日時点では500万本を突破している。2024年12月27日時点では650万本を突破している。
Steam版発売当時、Steamの運営元であるValve Corporationは性表現を含むゲームの販売を禁じていたが、外部で性表現を含むパッチを配布することを禁止してはいなかった。このため、Steamで配信されている『ネコぱら』シリーズには性表現は含まれておらず、Steam版『ネコぱら』をアダルトゲームとしてプレイする場合は、NEKO WORKsの公式通販サイトから有料でパッチを購入する必要がある。
また、登場人物たちの日常をつづったVol.0および、前日譚であるExtraは全年齢向けとなっており、性表現を追加するためのパッチは存在しない。

## あらすじ

### Vol.1 ソレイユ開店しました！
主人公・水無月嘉祥は、実家を離れ、ケーキ屋『ラ・ソレイユ』を開店する準備をしていた。実家から送られてきた荷物を確認したところ、実家で飼育していた人型ネコのショコラとバニラが入っていた。二匹を追い返そうとしたが、彼女たちからの嘆願を受け、嘉祥は二匹を手元に置くことにした。

### Vol.2 姉妹ネコのシュクレ
水無月家のアズキとココナツはかつては仲が良かったが、今は喧嘩ばかりだった。そして、ある日、二匹の間に事件が起きた。

### Vol.3 ネコたちのアロマティゼ
メイプルは夢に向かって進み始めるが、壁にあたって思い悩む。
それを見たシナモンは、メイプルに協力を申し出たいと考えるが、どのようにすればよいのかわからず困ってしまう。

### Vol.0 Extra 仔ネコの日の約束
嘉祥が『ラ・ソレイユ』を開店する約半年前、仔ネコのショコラとバニラが水無月家に来た。
はじめは他のネコたちと距離を置いていた二匹だったが、やがて嘉祥をご主人様と認めるようになる。
そして、その年のクリスマス、二匹は嘉祥とある約束をする。

### vol.4 ネコとパティシエのノエル
嘉祥とネコたちの関係もよくなり、店も繁盛してきたある日、妹の時雨から母・淡雪の誕生日祝いのケーキの依頼が入る。
嘉祥の手作りケーキで淡雪の誕生日を祝っていたところ、父である和菓子職人・州浜が帰宅する。
和菓子職人である州浜は「和菓子とか洋菓子といったジャンルに関係なく、お前の料理には芯がない」と息子に告げる。
さらに、州浜が自分よりも上手な生クリームを作って見せたことから、嘉祥は落ち込んでしまう。

### After ラ・ヴレ・ファミーユ
水無月嘉祥のパティシェとしての腕を認め、自身の役目を果たしたと感じたベニエが、『ラ・ソレイユ』フランス店を閉店し、飼いネコのフレーズを嘉祥に預ける。嘉祥に好意を寄せるフレーズだが、６匹の恋ネコ先輩に戸惑い、やがて同じく秘めた愛情を持つ時雨と打ち解けていく。兄妹の関係を優先すべきと主張するフレーズと、ネコの幸せを何よりも大切に考える時雨。お互いの恋心を先に叶えさせてあげたい、一匹と一人の攻防戦が始まる！

## キャラクター
担当声優はPC版 / コンシューマー版・OVA版 / TVアニメ版・スマホ版の順。

### 主要人物
水無月 嘉祥（みなづき かしょう）
声 - なし / 立花慎之介（OVA版）/ 同左（TVアニメ版）
ゲーム版及びOVA版の主人公である青年。実家は和菓子屋だが、『Vol. 1』で実家を離れ、ケーキ屋「ラ・ソレイユ」を開店した。
性格は真面目で努力家だが、頑固な面もあり、何事も一人で解決しようとする面もある。ただし、何だんかんだと水無月家のネコ達に甘い所もある。
ショコラ（Chocolat）
声 - ヒマリ / 朋永真季 / 八木侑紀
ゲーム版『Vol. 1』のメインヒロインで、TVアニメ版の主人公。
バニラの双子の姉妹。嘉祥宛の荷物の中にバニラと一緒に紛れこんでいたネコで、水無月家の末妹にあたる。
頭が悪くそそっかしいが、明るく真っ直ぐで元気な努力家。
元はバニラと共にダンボールに捨てられており、その際に嘉祥と時雨に拾われた。
その後、バニラと夜中に熱を出した際、日が昇るまで嘉祥に看病してもらって以降、彼を慕っており、看板ネコとして「ラ・ソレイユ」をバニラと支えている。
バニラ（Vanilla）
声 - 中村あむ / いのくちゆか / 佐伯伊織
ゲーム版『Vol. 1』のメインヒロインで、TVアニメ版のもう一人の主人公。
ショコラの双子の姉妹で、水無月家の末妹にあたる。ショコラとは対照的に無口で利口な性格をしている一方、情の深さを見せることもある。また、よく嘉祥をからかったり、弄ったりしている。
水無月 時雨（みなづき しぐれ）
声 - 佐倉江美 / 永井真衣 / M・A・O
ゲーム版『Vol. 4』及び『メインヒロイン』。嘉祥の妹で、ネコたちの飼い主。若いながらも自身の会社を経営しているが、いわゆるブラコンである。また、水無月家のネコ達を溺愛している。
カカオ（Cacao）
声 - 森嶋優花
TVアニメオリジナルの登場人物でアニメ第1話でショコラが遭遇した仔ネコ。遭遇した当初は野生で飼い主と本来の名前が不明のままショコラについていき「ラ・ソレイユ」に入れるも嘉祥らにバレてしまい、飼い主が分かるまで居候することになる。第4話で嘉祥が食器を落とした音に驚いてしまい、お詫びとして嘉祥からカカオケーキをご馳走になったのをきっかけにショコラから「カカオ」と名付けられる。

### 水無月家の人型ネコたち
アズキ（Azuki）
声 - 成瀬未亜 / 同左 / 井澤詩織
ゲーム版『Vol. 2』のメインヒロイン。
水無月家のネコ六姉妹の長女。口が悪い上にわがままでめんどくさがり屋だが、肉体労働以外のことであれば何でもできる。マンチカンであるため足が短く、そのことを指摘されると不機嫌になる。
かつてはココナツと仲が良かったが、いつの間にか言い争うようになり、Vol.2ではある事件に発展する。
ココナツ（Coconuts）
声 - 手塚りょうこ / 立石めぐみ / 水谷麻鈴
ゲーム版『Vol. 2』のメインヒロイン。
水無月家のネコ六姉妹の四女で、黄色と青のオッドアイが特徴であるボクっ娘。大人びた容姿をしているが、実際はショコラとバニラより少し年上である。
身体能力が高く、他者の手伝いには積極的だが、手先が不器用という欠点によってトラブルが発生することが多い。
Vol.2の前半までは一人称を「私」、嘉祥を「嘉祥様」と呼んでいた。
メイプル（Maple）
声 - 小倉結衣 / 同左 / 伊藤美来
ゲーム版『Vol. 3』のメインヒロイン。
水無月家の次女。高飛車ながらもかなりの怖がりで、暗いところを特に怖がる。ネコとして評価されることを嫌がっている。性格は今時の女の子といった感じで、携帯などのツールを使いこなし、お洒落にも敏感。
シナモン（Cinnamon）
声 - 有坂羽由 / 岡嶋妙 / のぐちゆり
ゲーム版『Vol. 3』のメインヒロイン。
水無月家の三女。穏やかで笑みが絶えないが、性的なことには敏感でよく発情する。マゾヒストだが、暴力を振るわれることを好むわけではない。
水無月家に来たばかりの時にメイプルに助けられて以来、彼女とは特に親しい関係にある。
フレーズ
声 - 葉山モモ / 山本希望（コンシューマ版） / 同左（スマホ版）
ゲーム版『Vol. 4』に登場し、『After』及び『セカイコネクト』のメインヒロインで、ベニエの飼いネコ。

### その他の登場人物
ちよ
声 - 本渡楓
カカオと仲の良い人間の少女。カカオを母（声 - 柚木尚子）と共に自宅に招いた。カカオ同様にTVアニメオリジナルの登場人物。
ベニエ
ゲーム版『Vol. 4』に登場し、嘉祥の師匠であるパティシエで、フランス在住。

## 開発

### 企画
本シリーズは、さよりが主宰する同人サークルから発売された漫画・イラスト集『NEKO PARADISE』を基にしている。
さよりは同人誌の人気を認識していた一方、ページ数に制限のある同人誌では猫たちの日常を描けないと感じていた。さよりは、「ゲームなら内容を長くすることができる上に、動きや音声もつけられるのでファンを満足させることができる」と考え、『NEKO PARADISE』のゲーム化を考えた。
アージュを退社した後の2012年、さよりはスミレの代表であるシナリオライター・雪仁から声をかけられ、『NEKO PARADISE』のゲーム化を望んでいることを伝えたところ、やってみようかという話になった。それからしばらくたった2014年4月、雪仁から「手が空いているので『NEKO PARADISE』のゲーム化計画を進められる」という連絡があり、当時妊娠中で仕事が少なかったさよりは「趣味だから、自分たちのペースでゆっくり開発しても大丈夫だ」と考え、同年末のコミックマーケットで発売することを目標にした開発をはじめた。だが、開発を進める中でやりたいことを突き詰めるうちに規模が大きくなり、E-moteの導入に伴うゲームエンジンの変更といった品質強化を進めた結果、開発費もフルプライスゲーム並みに高くついた。それでも、メインスタッフにして原画家であるさよりがCGを増やすことを厭わない姿勢をとっていたため、原画代が発生することはなかった。

### 機能・演出
本作は、E-moteやAdobe After Effectsなどの、商業作品でも使われるツールを利用して開発された。
さよりは、ういんどみるOasisの『ウィッチズガーデン』がE-mote導入のきっかけだったとテックジャイアンとのインタビューの中で述べており、「当時はまだE-moteが一般に公開されていなかったものの、どうしてもアニメーションを導入したかったため、手書きアニメーションで代用を考えていた。その時、E-moteが公開されたため、体験版で動く絵をサンプルとして公開したところ、反応が良かったので導入を決めた」と振り返っている。ただし、E-moteはそれに追従するエンジンでないと単体では動作せず、最終的に本作専用のカスタマイズエンジンを開発せざるを得なかったため、開発を始めた時点で見積もった費用がより高くなる結果を招いた。
「胸を揺らす」という隠し機能を導入した理由について、さよりは「私はゲーマーとして時間が長かったため、『どの要素もつまらないというのは悲しい』と考えており、細かな部分でも楽しめる『救い』として『胸を揺らす』という機能を導入した」と、電ファミニコゲーマーとのインタビューの中で述べている。

### シナリオ・キャラクター設定
本シリーズに登場するキャラクターのうち、ショコラとバニラは『NEKO PARADISE』よりも前の2008年夏のコミックマーケットで発売された同人誌を初出としており、キャラクターの名称はその同人誌のおまけ本で初めて登場したほか、この時点で二人はケーキ屋に勤務しているという設定が存在していた。
さよりはテックジャイアンとのインタビューの中で、ショコラとバニラの服装について、「過去にゴスロリを描いていたころから白黒の色味を多用しており、今回のソレイユの制服でもそれを採用したら、メイド服っぽくなってしまった」と振り返っている。
ゲーム化に当たり、さよりは「同人誌のキャラクターと別人だと思われる分には問題ない」と考え、シナリオライターの雪仁に「これまでの同人誌の設定は気にしなくてよい」と話し、最低限の設定を伝えた後は雪仁に任せた。
雪仁は、一から設定を作り直すつもりでキャラクターの設定を構築したが、さよりのキャラクターを自分が動かしてしまってもよいのかという不安から、何度もさよりに問い合わせたとテックジャイアンとのインタビューの中で述べている。
また、前述のインタビューの中で、雪仁は「シナリオを執筆するにあたり、キャラクターの可愛さとエロさを引き立てることを意識した」と述べている。
主人公の実妹である時雨について、さよりは「雪仁さんに『この作品は猫たちがメインであって、時雨は攻略対象じゃないから、あまりいい子にしないでほしい』と頼んだはずなのに、すごくヒロインらしい妹に仕上がってしまった」と、同人ゲームサークル・moarea88とのインタビューの中で述べており、雪仁も「さよりからは『時雨は、猫を嘗め回しかねないほどの変態にしてほしい』という指定があったが、それはちょっと辛いのではないかとさよりに話した」とテックジャイアンとのインタビューの中で振り返っている。
本シリーズのキャストはさよりの要望を基に選出されており、「ショコラとバニラは最初の段階から中村あむとヒマリにすると決めていた」とさよりはテックジャイアンとのインタビューの中で振り返っている。
また、ショコラとバニラ以外のキャラクターも、さよりが過去に関わった作品の出演者や、さよりが気に入っているゲームのサンプルボイスを聞いたうえで選出されており、最終的に美少女ゲームで活躍する声優が多用された。

### Steamでの配信および多言語対応
元々本作は外国語に対応する予定はなかったが、2014年7月にティザーサイトと公式Twitterアカウントを公開したところ、Steamで話題になっていた海外製のギャルゲー『Sakura Spirit』のパブリッシャーであるSekai Projectから「我々が翻訳するから、Steamで公開しないか」とTwitterを通じて持ち掛けられた。スケジュールを検討した結果可能であると判断したさよりは、自身の母国である中国に美少女ゲームの愛好家が多いことを理解していたため、「英語版も出すなら中国語版も出してはどうか」と提案し、Sekai Projectはその提案を受け入れた。
NEKO Worksの社長であるアンコウは元々Steamのユーザーであり、いつかSteamでゲームを出したいと考えていたところ、『Sakura Spirit』が世界中で大きな注目を集めたことを知り、自分たちでもできるのではないかと思い、まずはユーザーの反応を見るためにSteam Greenlightに本シリーズの情報を投稿した。
投稿して間もなく、本シリーズに対する支持が集まり、正式リリースが決定した。また、これに合わせて多言語対応も決定し、英訳はSekai Projectのスタッフが、中国語訳はさよりの同人誌を台湾で代理販売する同人サークルがそれぞれ担当した。
翻訳作業が開始されたのは発売3か月前の9月であった上、元の日本語のテキストに誤字や脱字が見つかると他の言語版のテキストも翻訳しなおす必要があったため、NEKO Worksはマスターアップ直前までデバッグに追われた。

## 音楽
本シリーズの楽曲はスミレに所属する水城新人が手掛けた。
また、Vol.1のオープニング曲である『タイヨウパラダイス』はnaoが、エンディングテーマである『ねこまんま日和』の歌唱は霜月はるかがそれぞれ担当した。
霜月の起用は、雪仁と霜月に偶然共通の知り合いがいたことで実現した。

## 反響
本シリーズ累計の売上本数は2017年10月時点で170万本以上で、売上の9割は日本国外（主に北米と中国）からの購入であると発表されている。
アンコウは電ファミニコゲーマーとのインタビューの中で、「Vol.1の時点では北米からの購入者が多かったが、Vol.2、3と進むにつれて中国から購入者が増えていた」と述べており、ヒットの要因として「980円という価格帯で多言語対応のギャルゲーを出したことと、アニメーションツールであるE-moteを導入したことが大きかったのではないか」と推測している。
また、全世界におけるシリーズ累計の売上本数は2021年11月時点で500万本を突破した。

### 評価
moarea88はVol.1の体験版について、「従来のスミレの作品では序盤から個性的なサブキャラクターが勢いよく物語を動かすのに対し、Vol.1の体験版はヒロインの二人とした物語が展開するため、彼女たちの可愛さに惹かれた」とGetchu.comに寄せた記事の中で述べている。

## OVA
2017年12月22日に本作を原作とするOVAがSteamで配信開始されたほか、2018年1月1日には上映会が開催された。2018年7月27日には『仔ネコの日の約束』のOVA版がゲーム版と同時に配信開始された。

### 制作
2016年12月29日より、OVAの資金調達がKickstarterで開始され、10万ドルごとに10分アニメを長くするという追加目標が用意された。締め切りまでに最終的には96万ドルを超える資金が集まり、支援金額の大きさはKickstarterアニメーション部門歴代1位を記録した。その後、PayPal利用者等を対象とした追加ファンディング「ネコぱらOVA追加支援キャンペーン」が実施された。

### スタッフ
- 原作 - NEKO WORKs[21]
- キャラクター原案・監修 - さより[21]
- シナリオ原案・監修 - 雪仁[21]
- プロデューサー - アンコウ、中西孝[21]
- キャラクターデザイン・総作画監督 - 平野勇一[21]
- 脚本 - 菊地悠太[21]
- 美術監督 - 倉田憲一[21]
- 色彩設計 - 田中千春[21]
- 撮影監督 - 岩井和也[21]
- 3Dディレクター - 高橋圭佑[21]
- アニメーションプロデューサー - 中智仁[21]
- 音響監督 - 飯田里樹[21]
- 音楽プロデューサー - 鈴木順[21]
- 音楽 - 前田雄吾[21]
- 音楽制作 - 西村信乃[21]
- オリジナル楽曲制作 - 水城新人[21]
- 監督 - 林宏樹[21]
- 制作 - ixtl×Felix Film[21]

### 主題歌
「Baby→Lady LOVE」
Rayによるオープニングテーマ。作詞はうらん、作曲・編曲は山口朗彦。
「▲MEW▲△MEW△CAKE」
KOTOKOによるエンディングテーマ。作詞はKOTOKO、作曲はsky_delta、編曲はやしきん。
「Symphony」
Luce Twinkle Wink☆によるエンディングテーマ。作詞・作曲・編曲はy0c1e。

## テレビアニメ
2020年1月から3月までAT-Xほかにて放送された。
番組終了後は、『今日のネコちゃん』と題し、1匹の猫が紹介されるミニコーナーがあった。

### プロモーション
2019年6月に製作が発表された。さらに同年7月6日にロサンゼルスで開催されたANIME EXPOにて第1話の先行プレミア上映があり、追加キャストとして森嶋優花がテレビアニメオリジナルキャラクターを担当することが発表された。その後、7月27日に台湾の台北で開催されたFancy Frontier 開拓動漫祭、8月9日にカナダのバンクーバーで開催されたAnime Revolution、11月10日に北京で開催されたBICAF2019国际动漫展などで第1話の先行上映会が行われた。11月29日にシンガポールで開催されたC3 AFA Singapore 2019でも先行上映会が開催され、各局の放送日時と主題歌情報が公開された。2019年12月24日には1話と2話の先行上映会が東京でも開催され、配信情報、Webラジオの開始、インターネットでの特番、リリースイベントの情報が発表された。

### スタッフ（TV）
- 原作 - NEKO WORKs[10]
- キャラクター原案 - さより
- 監督・音響監督 - 山本靖貴[10]
- シリーズ構成 - 雑破業[10]
- キャラクターデザイン - 平野勇一[10]
- 美術監督 - 倉田憲一
- 色彩設計 - 田中千春
- プロップデザイン - 松本弘
- 撮影監督 - 岩井和也
- 3Dディレクター - 伊藤仁美
- 編集 - 梅津朋美
- 音楽 - 立山秋航[10]
- 音楽プロデューサー - 野邉伸泰
- 音楽制作 - avex pictures
- アニメーションプロデューサー - 菊地悠太
- プロデューサー - 野邉伸泰、さより、貞永憲佑、飯塚彩、田中聡、金庭こず恵、宮城惣次、中智仁
- アニメーション制作 - FelixFilm[10]
- 製作 - ネコぱら製作委員会

### 主題歌（TV）
「Shiny Happy Days」
ショコラ（八木侑紀）・バニラ（佐伯伊織）・アズキ（井澤詩織）・メイプル（伊藤美来）・シナモン（のぐちゆり）・ココナツ（水谷麻鈴）によるオープニングテーマ。作詞は吉田詩織、作曲は廣瀬祐輝、編曲は久下真音。
「陽だまりの香り」
ショコラ（八木侑紀）・バニラ（佐伯伊織）によるエンディングテーマ。作詞は吉田詩織、作曲・編曲は立山秋航。
「ホントノココロ」
メイプル（伊藤美来）による第9話エンディングテーマ。作詞は吉田詩織、作曲・編曲は立山秋航。
「君とWitches☆彡」
第9話と第12話の挿入歌。作詞・作曲は吉田詩織、編曲は立山秋航。歌は第9話ではメイプル（伊藤美来）、第12話ではメイプル（伊藤美来）とシナモン（のぐちゆり）。

### 各話リスト
| 話数   | サブタイトル                 | 脚本     | 絵コンテ     | 演出         | 作画監督                                                                                       | 総作画監督        | 放送日        |
| ------ | ---------------------------- | -------- | ------------ | ------------ | ---------------------------------------------------------------------------------------------- | ----------------- | ------------- |
| 第1話  | ようこそ、ラ・ソレイユヘ！   | 雑破業   | 山本靖貴     | のがみかずお | 坂本千代子 松本純平 斉藤亮 市橋雄一 大竹晃裕                                                   | 平野勇一          | 2020年 1月9日 |
| 第2話  | 迷子の仔ネコちゃん？         | 雑破業   | 阿部雅司     | 阿部雅司     | 大野勉 重國浩子 大竹晃裕 斉藤大輔 佐藤人美                                                     | 平野勇一          | 1月16日       |
| 第3話  | 気になるあの子               | 久尾歩   | 牧野友映     | 牧野友映     | 坂本千代子 尾崎正幸 斉藤亮 岩田芳美 市橋雄一 萩尾圭太 大竹晃裕 松本純平 佐藤人美               | 平野勇一          | 1月23日       |
| 第4話  | はじめての…！                | 土田霞   | 今泉賢一     | 球野たかひろ | 大竹晃裕 重國浩子 斎藤大輔 松本純平 大野勉 佐藤人美                                            | 三島千枝          | 1月30日       |
| 第5話  | カカオの冒険                 | 山下憲一 | 山本里織     | 高村雄太     | 坂本千代子 福地和浩 松尾優 市橋雄一 斉藤亮 尾崎正幸 寺尾憲治 大竹晃裕                          | 平野勇一          | 2月6日        |
| 第6話  | 仁義ニャき戦い！             | 久尾歩   | のがみかずお | のがみかずお | 大竹晃裕 斉藤大輔 大野勉 坂本千代子 岩田芳美 重國浩子 齊藤格 斉藤亮 萩尾圭太 松本弘            | 三島千枝          | 2月13日       |
| 第7話  | ネコたちのお留守番           | 土田霞   | 森野熊三     | 阿部雅司     | 坂本千代子 小野陽子 尾崎正幸 斉藤亮 佐藤人美                                                   | 平野勇一          | 2月20日       |
| 第8話  | 時雨の憂鬱                   | 山下憲一 | 島津裕行     | 吉川志我津   | 渡辺浩二 飯田清貴 佐藤人美                                                                     | 三島千枝          | 2月27日       |
| 第9話  | ホントノココロ               | 久尾歩   | 牧野友映     | 牧野友映     | 斉藤大輔 岩田芳美 斉藤亮 市橋雄一 大竹晃裕 小野陽子 齊藤格 重國浩子 福地友樹 竹内アキラ 濱田翔 | 三島千枝          | 3月5日        |
| 第10話 | ニャがーん！鈴の更新試験     | 土田霞   | 森野熊三     | 球野たかひろ | 山本里織 坂本千代子 斉藤大輔 岩田芳美 沼田広 村田憲秦 大竹晃裕 ラインファーム 佐藤哲也         | 三島千枝          | 3月12日       |
| 第11話 | カカオの恩返し               | 山下憲一 | 山本里織     | 山本靖貴     | 岩田芳美 坂本千代子 大野勉 斉藤大輔 大竹晃裕 佐藤人美 濱田翔 ラインファーム 佐藤哲也           | 平野勇一          | 3月19日       |
| 第12話 | 夏だ！海だ！ネコぱらだいす！ | 雑破業   | 牧野友映     | 牧野友映     | 市橋雄一 大竹晃裕 大野勉 小野陽子 重國浩子 山本里織 斉藤亮 齊藤格 坂本千代子                   | 平野勇一 三島千枝 | 3月26日       |

### 放送局
| 放送期間                | 放送時間                     | 放送局       | 対象地域 | 備考                                 |
| ----------------------- | ---------------------------- | ------------ | -------- | ------------------------------------ |
| 2020年1月9日 - 3月26日  | 木曜 21:00 - 21:30           | AT-X         | 日本全域 | 製作参加 / CS放送 / リピート放送あり |
|                         | 木曜 22:00 - 22:30           | TOKYO MX     | 東京都   |                                      |
| 2020年1月10日 - 3月27日 | 金曜 0:30 - 1:00（木曜深夜） | BS11         | 日本全域 | BS放送 / 『ANIME+』枠                |
| 2020年4月9日 - 6月25日  | 金曜 2:00 - 2:30（木曜深夜） | テレビ北海道 | 北海道   |                                      |

| 配信期間                | 更新時間        | 配信サイト |
| ----------------------- | --------------- | --- |
| 2020年1月9日 - 3月26日  | 木曜 22:00 更新 | dTV dアニメストア ひかりTV Rakuten TV DMM ビデオマーケット GYAO!ストア ミレール ニコニコチャンネル ビデオパス J:COMオンデマンド バンダイチャンネル クランクイン！ビデオ |
| 2020年1月10日 - 3月27日 | 金曜 12:00 更新 | HAPPY!動画 MOVIEFULL |
|                         | 金曜 19:00 更新 | TSUTAYA TV |
| 2020年1月15日 - 4月1日  | 水曜 12:00 更新 | アニメ放題 U-NEXT |

### BD
| 巻  | 発売日        | 収録話         | 規格品番   |
| --- | ------------- | -------------- | ---------- |
| I   | 2020年3月27日 | 第1話 - 第4話  | EYXA-12803 |
| II  | 2020年5月29日 | 第5話 - 第8話  | EYXA-12804 |
| III | 2020年7月31日 | 第9話 - 第12話 | EYXA-12805 |

### Webラジオ
『ネコぱらじお』がHiBiKi Radio Stationで2020年1月1日から2020年4月2日迄隔週水曜日に配信。パーソナリティはショコラ役の八木侑紀、バニラ役の佐伯伊織、カカオ役の森嶋優花。
森嶋優花の担当するテレビアニメオリジナルキャラクターは当初名前が不明であり、ラジオでは仮の名前として事前のTwitterでのアンケートの結果によりマカロンという名前が付けられ、「マカロン役の森嶋優花」と名乗っていた。

### ボイスドラマ
『ネコぱら』ASMRボイスドラマ～ショコラとバニラがご主人（さま）を癒します！～
2022年12月30日にボイスドラマアプリ『mimicle』で有料配信のASMRボイスドラマ。
- 声優 - 八木侑紀、佐伯伊織
- シナリオ - 小野悠輝（エレファンテ）
- 監修 - NEKOWORKs/ネコぱら製作委員会

## コミカライズ
『ネコぱら 〜ショコラ＆バニラ〜』のタイトルで『電撃G'sコミック』の2018年7月号 - 2019年1月号に連載された。作画はTam-U。
- NEKO WORKs（原作）・Tam-U（作画）

『ネコぱら 〜ショコラ＆バニラ〜』 アスキー・メディアワークス 〈電撃コミックスNEXT〉、1巻完結
1. 2019年1月10日発売、ISBN 978-4-04-912257-2

## スマートフォン向けゲーム
2019年7月、ロサンゼルスで開催されたANIME EXPOにて『ネコぱらいてん！』と題する新作のゲームが発表された。登場キャラクターはフレーズ（声優は山本希望）のほか、バニラ（佐伯伊織）、ショコラ（八木侑紀）などテレビアニメ版に準じるキャラクターとキャストが発表されている。企画はavex technologies、開発はYostar。2024年12月に制作中止を発表。登場を予定していたネコたちは『ネコぱら セカイコネクト』に引き継がれる。
スマホ専用（iPhone/iPad/Android）全年齢版リメイク作品とした『ネコぱら ラブプロジェクト』が発表し、「Vol.1」に8月15日に配信開始した。コンシューマ版と同じ内容として、タッチスクリーンだけではなくゲームパッドにも対応している。原作イラストレーターであるさより氏は立ち絵とCGギャラリーをリファインされ、声優にもTVアニメ版及び『セカイコネクト』と同じ担当される。